# Héroes de Churubusco (Iztapalapa)
Héroes de Churubusco es una colonia de clase media del oriente de Ciudad de México y una de las 319 colonias que conforman Iztapalapa. Sus límites territoriales son al norte con Rodolfo Usigli, al poniente con Eje 2 Oriente Calzada de la Viga y Sur 109, al sur con Jorge Enciso y Eje 8 Sur Calzada Ermita Iztapalapa y al oriente con General Radamés Gaxiola Andrade y General Antonio Cárdenas Rodríguez. Las colonias circundantes son al norte con Sector Popular; al poniente con Unidad Modelo; al sur con Emperador Cacama, Mexicaltzingo y Granjas Esmeralda y al oriente con Escuadrón 201.

## Descripción
El clima predominante es templado con lluvias en verano con temperaturas de entre 4 °C y 13 °C grados en invierno, y 17 °C a 24 °C en verano, algunos atractivos cercanos de la colonia son por ejemplo la Calzada de la Viga que es un eje antiguo, que sigue el trazo del antiguo canal de la Viga, es una avenida cercana muy transitada, lejos de ser una zona residencial, es conocida y a la vista resaltan sus grandes y pequeños comercios, incluidos algunas zonas industriales cercanas, al igual que zonas con más vegetación como un pequeño canal en el cual se puede alimentar a los patos y amplios parques donde puedes realizar cualquier actividad física, adentrándose un poco más, se encuentran zonas residenciales amplias comunes y grandes escuelas aledañas como lo es la Universidad Tecnológica de México (Unitec), iglesias antiguas se ubican cerca de la misma en lo que sería el Eje sur 8 (Calzada Ermita, Iztapalapa)
Algunos más de los atractivos turísticos de la delegación Iztapalapa son la Pirámide del Fuego Nuevo ubicada en el Cerro de la Estrella, las ruinas arqueológicas bajo el Jardín Cuitláhuac, la representación de la Pasión de Cristo en Iztapalapa especialmente los días del Domingo de Ramos, Jueves y Viernes Santo.

## Historia
En la época de la conquista, Mexicaltzingo separaba el Lago de México del Lago de Xochimilco. A principios del siglo XVI fue el paso de Hernán Cortés para llegar a Tenochtitlán procedente del Golfo de México. Mexicaltzingo es una voz náhuatl que significa “en el México pequeño”.
En la época de la Colonia el emperador de España, Carlos V, ordenó por cédula real el día 2 de agosto de 1533 la construcción del templo católico de San Marcos, que actualmente se encuentra en la Av. Ermita Iztapalapa No. 475,  en la delegación Iztapalapa. La edificación estuvo a cargo de los frailes franciscanos, el convento construido al lado del Templo fue el tercer convento franciscano de la Nueva España.

## Geografía física

### Límites
| Noroeste: Unidad Modelo Iztapalapa    | Norte: Sector Popular Iztapalapa | Nordeste: Escuadrón 201 Iztapalapa    |
| Oeste: Unidad Modelo Iztapalapa       |                                  | Este: Escuadrón 201 Iztapalapa        |
| Suroeste: Emperador Cacama Iztapalapa | Sur: Mexicaltzingo Iztapalapa    | Sureste: Granjas Esmeralda Iztapalapa |